# 621
621 (DCXXI) var ett normalår som började en torsdag i den julianska kalendern.

## Händelser

### Okänt datum
- Kejsar Herakleios av Bysans inleder ett fälttåg mot Persiska riket.

## Födda
- Ardashir III, kung över sasaniderna.

## Avlidna
- Malo, biskop av Saint-Malo.
- Hashihito no Anahobe, japansk kejsarinna